# سعود قبيلات
سعود قبيلات (مواليد 10 أكتوبر 1955 في مليح) هو كاتب وسياسي أردني. نشر كتاباته في العديد من الصحف المحليّة، ثم شغل منصب رئيس تحرير مجلة أفكار، وثم رئيسًا لرابطة الكتاب الأردنيين سنة 2007. أما توجهاته الفكرية والسياسية تتجه نحو اليسار الشيوعي، حيثُ أصبح الأمين العام للحزب الشيوعي الأردني في مايو 2023.

## الميلاد والنشأة
ولد الكاتب الأردني سعود مصبّح قبيلات في قرية مليح (مادبا)- الأردن في العاشر من تشرين الأول من عام 1955.

## التحصيل العلمي
- شهادة الدراسة الثانوية - الفرع الأدبي سنة 1975.
- بكالوريوس علم نفس من الجامعة الأردنية سنة 1984.

## الخبرات العملية
- موظف في الشركة العربية لصناعة الإسمنت الأبيض منذ العام 1987.
- كاتب مقال يومي في صحيفة «العرب اليوم».
- رئيس تحرير مجلة أفكار التي تصدر عن وزارة الثقافة الأردنية.
- رئيس رابطة الكتاب الأردنيين (2007-2011).
- النائب الأوّل للأمين العام للاتحاد العام للأدباء والكتاب العرب- القاهرة. (2007 - 2011)
- الامين العام الحزب الشيوعي الأردني 2023[3]

## أدبه (أدب الريف)
بعيدا عن أدب القصة، فإن الكاتب سعود قبيلات متأثرًا في أغلب كتاباته بالريف؛ فيكاد لا يُذكر اسمه في اللقاءات الصحفية إلا مصحوبًا بقريته ومسقط رأسه مليح التي جعل منها هويته واكتشف تعريفه الذاتيّ في انتسابه إليها.

## أفكاره
يعد سعود قبيلات من الكتاب الذين يتبنون الأفكار الماركسية منذ عقود مضت فهو يحمل كل المعتقدات الشيوعية ويدافع عنها في كتاباته وحواراته الصحفية ونشاطه السياسي أيضا.

## من كتاباته
"يستطيع كلّ مفكِّر، وكلّ جماعة سياسيَّة أو فكريَّة، وكلّ مهتمّ ومعنيّ، أنْ يقترحوا ما شاءوا من الأفكار الخاصَّة بوصفها مشروع الأمّة المنشود؛ لكنّ هذا لا يعني شيئاً ما لم تركب مسنَّنات هذه الأفكار على مسنَّنات عجلة التاريخ وتدور معها.
مشروع الأمّة الحقيقيّ هو الذي يحمل إجابات موضوعيَّة لمختلف الأسئلة المطروحة تاريخيّاً على أمّةٍ من الأمم، فيقودها إلى التغلّب على مشكلاتها، والاستجابة لتحدّيات عصرها، والنهوض مِنْ سباتها، وإطلاق إمكاناتها وطاقاتها" 

## المؤلفات الأدبية
- في البدء ثم في البدء أيضا، قصص، رابطة الكتاب الأردنيّين،1982.
- مشي، قصص، دار أزمنة للنشر، بدعم من وزارة الثقافة الأردنية، 1995.
- بعد خراب الحافلة، قصص، المؤسسة العربية للدراسات والنشر، بيروت، 2002.
- الطيران على عصا مكنسة، قصص، دار أزمنة بدعم من وزارة الثقافة، 2009.
- 1986, قصص، دار أزمنة بدعم أمانة عمان، 2009.
- كهفي، قصص، التفرغ الإبداعي/وزارة الثقافة، 2012.